# Absolute Metapher
Den Begriff absolute Metapher prägte der deutsche Philosoph Hans Blumenberg im Rahmen seiner Mitarbeit an Joachim Ritters Projekt einer Begriffsgeschichte. Er bezeichnet damit den Sonderfall einer Metapher, die sich gegenüber dem von ihr illustrierten Sachverhalt verselbstständigt hat.

## Bedeutung
Im Rahmen der rhetorischen Tropik ist eine absolute Metapher streng genommen eine contradictio in adiecto – ein Widerspruch in sich. Denn „absolut“ sind für Blumenberg Metaphern dann, „wenn sie sich gegenüber dem terminologischen Anspruch als resistent erweisen, nicht in Begrifflichkeit aufgelöst werden können.“ Dem traditionellen Verständnis nach ist diese (Rück-)Übersetzung jedoch prinzipiell möglich, dienen die Metaphern hier doch lediglich der Ausschmückung einer Rede; das heißt, insbesondere soweit es sich um wissenschaftliche Sachverhalte handelt: der erläuternden Verdeutlichung und der Illustration. Sie sind damit auf anderes bezogene Figuren einer Darstellung. 
Mitunter kommt es jedoch vor, dass eine solche Metapher über den unmittelbaren Punkt der Vergleichung hinaus, zu welcher sie herangezogen wurde, die gesamte Theoriebildung über den von ihr illustrierten Gegenstand beeinflusst, wenn nicht gar beherrscht. Wenn solches Erliegen gegenüber der verführerischen Suggestivkraft des sprachlichen Bildes bei minderen Autoren noch psychologisch erklärt werden könnte, macht sich darin doch zugleich ein allgemeines Element geltend. So sucht Blumenberg nachzuweisen, dass die Metapher des „Lichtes“ von paradigmatischer Bedeutung für Wahrheitstheorien seit der Antike war: Sowohl in Form des „naiven“, metaphysischen Gegensatzes von Sein (Licht) und Nicht-Sein (Dunkelheit), wie (seit Augustinus) in Form einer selbstbewussten, methodisch reflektierten (und damit durchaus als Metapher erkannten) Veranschaulichung der Frage nach den Bedingungen und Möglichkeiten subjektiver Wahrheit (lumen naturale), hat die abendländische Licht-Metaphorik ein dualistisches, im Kern „logisches“ und „technisches“, Verhältnis zur unmittelbar vorhandenen Natur geprägt.
Wie das Beispiel zeigt, nisten sich absolute Metaphern vornehmlich im semantischen Umfeld solcher Begriffe ein, denen keine unmittelbare, sinnliche Anschauung entspricht – wie etwa „Wahrheit“, „Freiheit“, „Staat“ oder „Geschichte“. Im Anschluss an Kant nennt Blumenberg solche Begriffe Ideen. Der eigentlich exemplarische Fall einer absoluten Metapher wäre also ein anschauliches Bild für einen Gegenstand, der sich grundsätzlich jeder Veranschaulichung entzieht.

## Metapher und Begriff
Absolute Metaphern sind demnach (behelfsmäßige) Anschauungen für (prinzipiell unanschauliche) Ideen. Als solche unterliegen sie zwar im Einzelfall der rationalen Kritik. Zugleich aber betont Blumenberg – und dies ist die eigentliche Pointe – dass jegliche Rede über solche Ideen die Möglichkeit und die (zumindest anthropologische) Notwendigkeit einer „metaphorischen Fremdbestimmung“ einschließt: Die Metapher fungiert als der gegenständliche Platzhalter für die Idee, welche sich, im Kantischen Verständnis, auf die „Totalität möglicher Erfahrung“, aber damit eben nicht mehr auf irgendeinen bestimmten „Gegenstand der Erfahrung“ bezieht. In dieser Funktion kann sie daher nicht mehr diskursiv eingeholt, also niemals vollständig „auf den Begriff gebracht“ werden. Nach Blumenberg sind solche Versuche der metaphorischen Veranschaulichung im Rahmen der menschlichen Weltorientierung ebenso unabdingbar wie prekär. So gibt es einerseits eine „Vakanz des Begriffs, die nur von der Imagination erfüllt werden kann“. Diese primordialen Bilder, die mitunter im Verhältnis einer „vordergründigen Unvereinbarkeit“ zueinander stehen, erschließen im ursprünglichen Sinne überhaupt erst die eigentliche Kraft des Denkens, dessen Quelle Blumenberg (mit Hegel, Freud und Heidegger) in der Negation sieht: „Es ist das Abtasten der Möglichkeiten, das zur Erzeugung der Negation treibt.“ Aber während die Abstraktion von dieser erkenntnis(ein)leitenden Funktion der Anschauung zu einer Mystifikation des Begriffs führt, führt das negations- und kritiklose Sich-Anheimgeben an die assoziative Bilderflut der Metaphern zu einer naiven und vorrationalen Denkweise. Blumenberg sieht hier die Gefahr einer doppelten Hyperbolik: „Der Begriff endet in der Mystik, die Metapher im Mythos“.